# Pervagor janthinosoma
Pervagor janthinosoma is een straalvinnige vissensoort uit de familie van vijlvissen (Monacanthidae). De wetenschappelijke naam van de soort is voor het eerst geldig gepubliceerd in 1854 door Pieter Bleeker als Monacanthus janthinosoma.